# Barthélémy Kotchy
Barthélémy Kotchy   (Grand-Bassam, 1934 - Abidjan, 19 de gener de 2019) va ser un escriptor i polític de Costa d'Ivori.
Fou membre fundador del FPI i és des del 2008 president de l'ASCAD.

## Obres
- 1982 : Olifant noir ; suivi de, Chansons africaines
- 1984 : La critique sociale dans l'œuvre théâtrale de Bernard Dadié
- 1984 : Propos sur la littérature négro-africaine, con Christophe I-Dailly
- 1989 : Une lecture africaine de Léon Gontran Damas
- 1993 : Aimé Césaire, l'homme et l'œuvre, con Lilyan Kesteloot
- 2001 : La correspondance des arts dans la poésie de Senghor : essai